# Sphenofrontális varrat

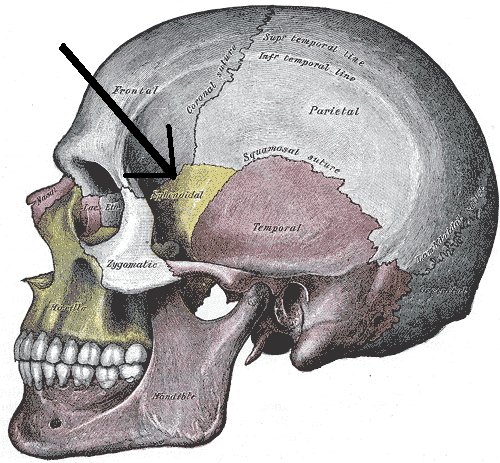
A koponya látható oldalról és a nyíl rámutat a sphenofrontalis varratra

A sphenofrontális varrat (magyarul ékcsonti-homlokcsonti varrat, latinul Sutura sphenofrontalis) egy körülbelül 3 cm hosszú agykoponyai varrat az ékcsontok (Os sphenoidale) és a homlokcsont (Os frontale) között.